# Snelrewaard

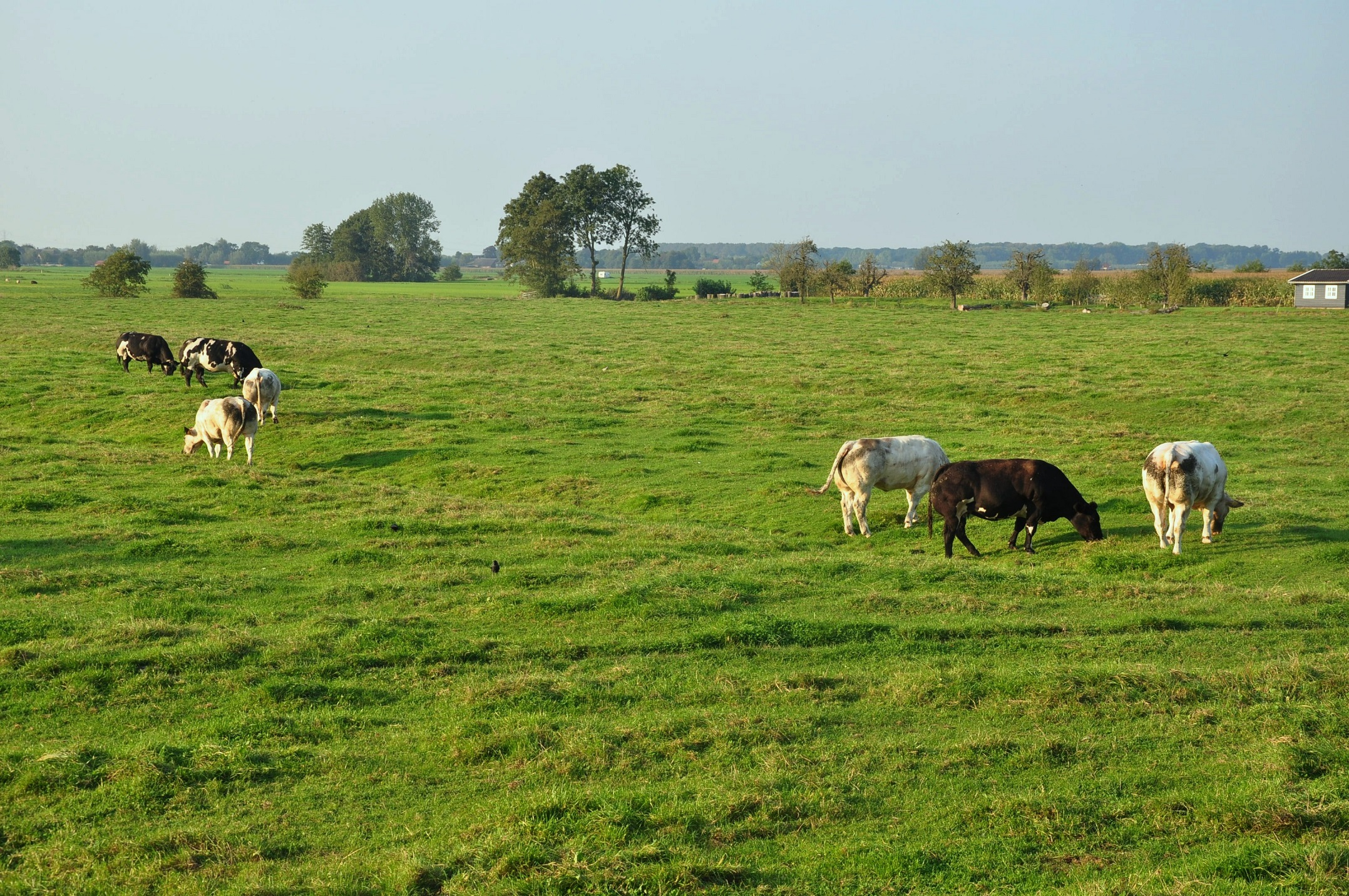
De Polder Snelrewaard en Zuid-Linschoten

Snelrewaard (vroeger Snelderwaart) is een voormalige gemeente in de Nederlandse provincie Utrecht, thans grotendeels behorend tot de gemeente Oudewater en voor een klein gedeelte tot Montfoort. De gemeente bestond uit de buurtschappen Lange Linschoten, zijnde twee bebouwingslinten aan weerszijden van de Lange Linschoten, en het eigenlijke Snelrewaard: een bebouwingslint aan de noordelijke oever van de Hollandse IJssel, de Waardsedijk geheten. Tot de aanleg van de Laan van Snelrewaard in 1980 was er op het grondgebied van de gemeente geen verbindingsweg tussen de twee bebouwingslinten; alleen via de buurgemeenten Oudewater en Linschoten kon men van de Waardsedijk naar de Lange Linschoten komen en vice versa. De gemeente had ten tijde van haar opheffing op 1 januari 1989 nog geen achthonderd inwoners.

## Bestuur
Snelrewaard en Lange Linschoten waren voor de Franse tijd twee hoge heerlijkheden binnen het gewest Holland. Beide heerlijkheden hadden één eigenaar, die ook de heerlijkheid Hekendorp bezat. Op 1 januari 1812 werden Snelrewaard en Lange Linschoten bij de gemeente Linschoten binnen het gewest Utrecht gevoegd. Omdat de provinciegrenzen na het vertrek van de Fransen werden hersteld, ontstond de merkwaardige situatie dat de gemeente Linschoten van 19 september 1814 tot 1 april 1817 tot twee provincies hoorde. Toen op 1 januari 1818 de gemeente Linschoten uiteenviel in vier nieuwe gemeentes gingen de voormalige heerlijkheden Snelrewaard en Lange Linschoten samen de gemeente Snelrewaard vormen.
Het gemeentebestuur bestond uit een burgemeester  die met Linschoten werd gedeeld (zie Lijst van burgemeesters van Snelrewaard) en een gemeenteraad van zeven personen. De gemeenteambtenaren waren tevens in dienst van de gemeente Linschoten. Snelrewaard had evenmin een eigen gemeentehuis. De raad vergaderde in dat van Linschoten. Ook de brandweer werd met de grotere buurgemeente gedeeld. Voor kerken, winkels, verenigingen en andere voorzieningen waren de bewoners aangewezen op Linschoten of Oudewater.

## Nieuwbouw
In de jaren zestig en zeventig ontstond ook in het kleine Snelrewaard behoefte aan nieuwbouw. Aanvankelijk werd die gerealiseerd aan de westzijde van de Waardsedijk, tegen Oudewater aan. Later werd het wijkje Snelrewaard 1973 gebouwd, bestaande uit twee straten: Laan van Snelrewaard en Pastoorsakker.

## Opheffing en nasleep
Bij de gemeentelijke herindeling van 1 januari 1989 werd het grootste deel van de gemeente bij Oudewater gevoegd, een kleiner deel kwam bij Montfoort. Tegen die herindeling bestond aanvankelijk weinig verzet.
Pas toen de gemeente echt werd opgeheven en vanuit Oudewater de naam Snelrewaard geschrapt dreigde te worden, ontstond commotie onder de bevolking. Op aandrang van het Oudewaterse gemeentebestuur veranderde de postcode van Snelrewaard in een Oudewaterse en verdwenen de bebouwde komborden van de vroegere gemeente.
Burgemeester J.A. Oosterhoff van Oudewater toonde zich aanvankelijk onverzettelijk. Dat leidde ertoe dat in veel Snelrewaardse voortuinen een klein bordje verscheen met daarop de tekst 'Snelrewaard, gem. Oudewater'. Pas na een aantal jaren actie voeren en een aanhoudend slechte pers voor Oudewater rond dit onderwerp, kregen de bewoners van Snelrewaard hun zin. De blauwe komborden werden geplaatst. De 'eigen' postcode was al eerder in ere hersteld.

## Waterschap
Snelrewaard maakte deel uit van het Groot-Waterschap van Woerden tot de opheffing daarvan in 1995. Voor 1975 was het grondgebied opgedeeld in twee zelfstandige waterschappen: Snelrewaard en Zuid-Linschoten en het waterschap Noord-Linschoten.

## Rijksmonumenten
- Lijst van rijksmonumenten in Snelrewaard

Stad: Montfoort

Dorpen en Buurtschappen: Achthoven-West · Achthoven-Oost · Blokland · Cattenbroek · Heeswijk · Knollemanshoek · Linschoten · Mastwijk · Snelrewaard · Willeskop

Utrecht · Plaatsen in de provincie      Nederland · Provincies · Gemeenten
Stad: Oudewater       Dorpen: Hekendorp · Papekop

Buurtschappen: Diemerbroek · Goejanverwelle · Hoenkoop · Lange Linschoten · Ruigeweide · Snelrewaard · Tappersheul · Vliet · Willeskop

Utrecht · Plaatsen in de provincie      Nederland · Provincies · Gemeenten